# آرامستان ارامنه آزادگان
گورستان ارامنه آزادگان مربوط به اواخر دوره قاجار است و در شهرستان بن، ۱۰۰ متری جنوب بافت قدیم، روستای آزادگان واقع شده و این اثر در تاریخ ۱۱ مرداد ۱۳۸۴ با شمارهٔ ثبت ۱۲۴۰۸ به‌عنوان یکی از آثار ملی ایران به ثبت رسیده است.